# یوزف بالابان
یوزف بالابان (چکی: Josef Balabán) یکی از چهره‌های معروف نیروهای مقاومت چکسلواکی در برابر آلمان نازی در جریان جنگ جهانی دوم بود. او در سال‌های جوانی، ابتدا به لژیون چکسلواکی در امپراتوری روسیه پیوست و بعدها افسر توپخانه در ارتش و سپس کارمند نظامی وزارت دفاع چکسلواکی شد. وی به‌دنبالِ اشغال چکسلواکی توسط ارتش آلمان نازی، به‌همراهِ یوزف ماشین و واتسلاف موراوک یک گروه مقاومت تشکیل داد که کارشان جمع‌آوری اطلاعات و همچنین انجام خرابکاری‌های عمدی بود و خودش یکی از رهبران این گروه بود که بعدها به نام سه شهریار شهرت یافت. این گروه دو عملیات مهم انجام دادند: (۱) یک بمب‌گذاری در مقابل وزارت ترابری هوایی و مقر اصلی پلیس در برلین و (۲) بمب‌گذاری در ایستگاه قطار برلین-آنهالت جهت ترور هاینریش هیملر که به خاطر تأخیر اتفاقی قطار حامل وی، ناموفق ماند.
در ۲۲ آوریل ۱۹۴۱ میلادی، بالابان توسط گشتاپو دستگیر شد و علی‌رغم شکنجه، هیچ‌گونه اطلاعاتی دربارهٔ نیروهای مقاومت نداد. پس آنکه راینهارت هایدریش ملقب به «جلاد پراگ» در سپتامبر ۱۹۴۱ از سوی هیتلر فرماندار پراگ شد، بالابان را به مرگ محکوم کرد و او را در ۳ اکتبر همان سال در «زندانِ روزینیه» در پراگ اعدام کردند.